# Iodine Jupiter
Iodine Jupiter (skrivet av honom själv som iodine Jupiter), rollfiguren Dr. Death, rolldiktkaraktären Sten Hammar eller Fredrik Graal är pseudonymer för den svenske poeten, dramatikern och artisten Victor Wennerkvist, född 13 december 1959 i Sollentuna. 
Han blev först uppmärksammad i media när han läste texter under rubriken "Talad rock'n'roll". Begreppet kan sägas vara en föregångare till Spoken word då Talad rock etablerades i Sverige 1985. Litterär heavy metal är en annan term som sagts om hans poesi. Jupiters texter handlar bland annat om erotik, religion, konsumism, allvarlig humor och magi. Han har bland annat kallats skräckromantikens egen profet och häxmästare. Han har också beskrivits som konformismens fiende nr 1.
Iodine Jupiters senaste böcker kan kännetecknas som civilisationskritisk satir med inslag av det groteska och poetiska.
Under happenings och aktioner har han bland annat skickat svarta heliumballonger med nådebrev till Gud. och under ett valmöte för Kristdemokraterna inför riksdagsvalet 1994, dök han, tillsammans med Hororna Från Helvetet, upp med plakat med texterna ”Ej mer dans, sprit och sex, nu KDS” och ”Befria oss från Skuld.” 

## Medlem av musikgrupper
Iodine Jupiter har tidigare varit medlem i bland annat Porno Pop, Kitchen and the Plastic Spoons (som han spelade in två låtar tillsammans med) och Zzzang Tumb. Han förknippas med Kulturföreningen Hororna från helvetet (HFH), en enligt honom själv "lös sammanslutning av andar och demoner" som 1989 startade sin verksamhet som rockband. HFH har publicerat minst en av hans senare böcker.

## Utmärkelser och stipendier
År 2011 mottog Iodine Jupiter/Victor Wennerkvist stipendium från Sveriges Författarförbund.

## Diskografi

### Album
- Lilla Flickan Zombie, 1995, Sony Music

### Singlar
- Tomma Boots på väg ut, 1995
- Skuld, 1994
- Stäm Blod, 1995
- Vilda Lilla Blomma, 1995

## Böcker
- Kommersialismens manifest, Multimedia Movement, 1985 (Stenciltryck)[16]
- Dom dödas pornografi: dikter, sketcher, aforismer. Stockholm: HFH. 1997. Libris 7452329. ISBN 91-630-5896-0 (Inklusive cd:n Sexualpjäsen)
- Det falska paradiset: en textlabyrint med länkar och lönndörrar. Örebro: Popkultur. 2005. Libris 10030979. ISBN 91-975887-0-9 (Inklusive DVD:n Under de blodröda skuggorna)
- Fuck around the clock. Stockholm: Kulturföreningen Hororna från helvetet. 2010. Libris 11855342. ISBN 978-91-633-5956-9
- Obscen sanning. Kulturföreningen HFH. 2012. Libris 13522487. ISBN 978-91-637-0498-7
- En tjänstemans meditationer. Multimedia movement. 2018. Libris cmltnkn2961s63pz. ISBN 978-91-639-8113-5
- Rymdbrev från Jupiter. Ekström & Garay. 2022. Libris 4kxbxwdp2tb2hx9q. ISBN 9789189706750

## Teater
- Den sovandes dagbok, 2002, uppfördes på Teater Scenario

### Radioteater
Samtliga pjäser med manus och regi av författaren.
- Statliga instruktioner (1987)
- En neger som statsminister (1988)
- Satan – det slutgiltiga gudomliga budskapet (1991)
- Sexualpjäsen (1994)
- Jag kunde ringa dej (1997)